# Dirk Leonardus Daalder
Dirk Leonardus Daalder (Oosterend (Texel), 21 november 1887 – Emmeloord, 27 augustus 1963) was een Nederlands onderwijzer, leraar, onderwijsvernieuwer en schrijver van onder meer kinderboeken.

## Leven
D.L. Daalder was de eerste zoon van Jacob Daalder Dzn. (1862-1935), onderwijzer aan de openbare lagere school te Oosterend en Jannetje Vonk (1865-1951). Na een vrij huwelijk sinds 1906 trouwde hij op 2 februari 1915 met Neeltje Roeper (1886-1919) en kreeg met haar 5 kinderen. Vanaf 1915 woonde de oorspronkelijk doopsgezinde Daalder met zijn gezin tot 1919 in Nederlands-Indië. Daar overleed zijn vrouw aan de Spaanse griep. Daalder keerde vervolgens met vijf zoontjes van onder de tien jaar terug naar Nederland. In Nederland hertrouwde hij in 1922 met de twintigjarige Hendrika Huberdina Oversteegen (geboren in 1902), ex-leerlinge van de Humanitaire School, die hij al als klein kind had gekend. Met haar breidde zijn gezin zich uit met drie zonen en een dochter. Zij woonden na 1922 in Bergen NH, terwijl Daalder in Alkmaar werkte. Daalder werd begraven in Bergen.
D.L. Daalder is de vader van de politicoloog Hans Daalder, onder meer de biograaf van Willem Drees.

## Opleiding
Daalder kreeg in eerste instantie persoonlijk onderwijs van een tweetal oud-leerlingen van de Rijkskweekschool te Haarlem. Hij slaagde als veertienjarige in het vergelijkend examen voor de toelating tot maximaal 20 leerlingen per jaar in 1902 aan deze zelfde school. Hij behaalde de acte van onderwijzer in 1906, tezamen met een aantal L.O.-actes waaronder wiskunde, gevolgd door de hoofdacte in 1910. In 1922 behaalde hij een M.O Acte Nederlands.

## Werk

### Onderwijzer en onderwijsvernieuwer
Vanaf zijn eerste baan in 1906 was Daalder in totaal 52 jaar werkzaam in het onderwijs, eerst als invaller in verschillende plaatsen in Nederland, en daarna voor langere tijd (1908-1915) aan de Humanitaire School in Laren, waar zijn vrouw Neeltje Roeper het fröbelonderwijs verzorgde. Hij maakte als onderwijzer aan deze school deel uit van een groep onderwijsvernieuwers, onder wie Cor Bruijn en Jan Ligthart. Al jong publiceerde hij een boek over de evolutieleer Hoe uit de kaboutertjes de reuzen ontstaan zijn (1909) en een wiskundig leerboek Eenvoudig perspectief (1912).

### Onderwijzer in Nederlands Indië
In 1915 vertrok Daalder met een snel groeiend gezin naar Nederlands-Indië en was daar werkzaam in het algemeen onderwijs, eerst aan een MULO te Soerabaja en vanaf 1916 in Bandoeng. Hij was daar tevens redacteur van het opvoedkundig tijdschrift Jong leven. Het Indisch gouvernement bood hem een nieuwe functie aan bij de opbouw van het westers onderwijs aan inheemse leerlingen, maar hij kon deze functie niet aanvaarden wegens de onverwachte dood van zijn echtgenote in november 1919. Hij keerde vervolgens met zijn vijf jonge kinderen terug naar Nederland, waar familie en vrienden tijdelijk hun verzorging overnamen.

### Docent in Nederland
Na zijn terugkeer uit Indië werkte Daalder enige tijd als docent aan de Hilversumse Schoolvereniging geleid door Cor Bruijn, eveneens schrijver van kinderboeken.
Hij kreeg een aanstelling als leraar Nederlands aan de Rijks HBS in Alkmaar. In deze periode hield hij een enquête onder de leerlingen, met als belangrijkste uitkomst dat zij de HBS als een „oord van pijniging" beschouwen.
Tijdens de Duitse bezetting was hij waarnemend directeur van de Alkmaarse HBS. In 1947 werd hij gevraagd een functie te aanvaarden als directeur aan de nieuwe Middelbare Meisjesschool in Bergen. Na zijn formeel afscheid wegens pensionering in 1953 bleef hij nog actief als docent aan deze school.

### Onderwijsman, publicist en pedagoog
Naast zijn voltijdsbaan als leraar werd Daalder tussen de beide wereldoorlogen een bekend schrijver van onder andere kinderboeken en publicist over vooral het onderwijs. Daarbij bewoog hij zich op een aantal verschillende terreinen. Allereerst op het al vertrouwde terrein van onderwijs en opvoeding, met als belangrijke functie een veertienjarig redacteurschap van het tweewekelijks pedagogische tijdschrift Het Kind van 1927 tot eind 1940. Hij publiceerde onder het pseudoniem Jef Vermeer twee boeken, in hoofdzaak mede gebaseerd op het eigen gezin en grote kinderschare. Hij zette dit, zonder dat de schrijver bekend werd, voort in wekelijkse langere columns door een vader in de Haagsche Post. Hij werd een bekende figuur en veelvuldig gevraagd spreker in de kringen van de moderne jeugdbeweging. In het interbellum nam hij deel aan verschillende levensbeschouwelijke debatten, met publicaties als Het brandende Braambosch, Feminisme en nieuw feminisme, Driehoekshuwelijken en Periodieke Verlovingen. Belangrijker werd zijn werk in het uitgeven in moderne vorm van oude verhalen, als ridderromans, mythen en sagen, dat al begon in schooluitgaven, maar in intensiteit sterk toenam ná 1945. Hij schreef de teksten van kinderoperettes, waaronder het libretto van een opera over Mariken van Nieumeghen, op nadrukkelijke wens van de componist Jac. Jansen uitgevoerd tijdens de bezetting door de toenmalige Nederlandsche Opera. Als leraar Nederlands was hij vooral na 1945 actief betrokken bij en zelf ook schrijver van leerboeken in de Nederlandse taal. Zijn meest gezaghebbende boek werd Wormcruyt met Suyker. Historisch-critisch overzicht van de Nederlandse Kinderliteratuur (1950; heruitgave 1976).
Tussen 1922 en 1924 schreef hij onder het pseudoniem Frank van der Eng een aantal verhalen in een colportagereeks waarvan de opbrengst ten goede kwam aan vissersweduwen op zijn geboorte-eiland Texel.
In de jaren dertig was Daalder medewerker van het jeugdtijdschrift Zonneschijn van D.A. Cramer-Schaap. Na de oorlog bestond dat niet meer, maar in 1954 werd een kinderblad opgericht met soortgelijke doelstellingen, Kris Kras, waarvan hij redacteur was vanaf het eerste nummer. Jarenlang schreef hij daarin boekbesprekingen. Na een ruzie over het Bureau Boek en Jeugd, dat voorlichting gaf over jeugdliteratuur, vertrok Daalder samen met Leonard Roggeveen als redacteur bij Kris Kras, maar bleef hij wel medewerker. Na enkele jaren werd hij opnieuw redacteur. Hij bleef bijdragen aan het tijdschrift tot aan zijn overlijden in 1963.
Een briefwisseling tussen Daalder en de dichter Albert Verwey is aanwezig in de afdeling Bijzondere Collecties van de universiteitsbibliotheek van Amsterdam.

### Overige functies
- Daalder was meermalen jurylid voor prijzen voor jeugdliteratuur en kinderboeken.[15][16]
- In 1930 werd hij lid van een adviescommissie tegen pornografie, ingesteld door de toenmalige minister van Justitie, Jan Donner.[17]
- Daalder was een overtuigd anti-militarist, vegetariër en geheelonthouder. Hij was dan ook mentor van de inmiddels opgeheven Nederlandse Bond van Abstinent Studerenden (NBAS).[18]

## Betekenis
Nederland heeft een rijk verleden aan mensen die speciaal voor kinderen en jeugdigen gingen schrijven. Vaak waren zij ook werkzaam in het onderwijs (of geweest) en zagen ze het belang in van het lezen in de ontwikkeling van de taalbeheersing en het denken. Een eeuw geleden waren het alleen de onderwijspioniers die dit beseften, onder wie D.L. Daalder, die in het onderwijsmuseum genoemd staat in een lijst van "schrijvende schoolmeesters". Volgens de schrijver Anne de Vries wordt Daalder gezien als de belangrijkste vertegenwoordiger van de benadering dat kinderboeken en de esthetiek daarvan een middel in de opvoeding zijn, in tegenstelling tot opvattingen die op een politiek of religieus standpunt gebaseerd zijn.

## Publicaties

### Onder eigen naam
- Hoe uit de kaboutertjes de reuzen ontstaan zijn eene vertelling over de wording der aarde met wat er op is, met Jan Pieter Terwey (1909)
- Wonderlijke geschiedenis van Ferguut (1924)
- Wat ze willen en wat ze mogen lezen, artikel (1928)
- Het brandende braambosch (1930)[20]
- Driehoek huwelijken en vrije verlovingen? (1932).[21]
- Gandhi als opvoeder (1933)
- Leerboek voor arbeiders-avondscholen. Nederlandse taal A1 (1933)
- De invloed van prikkellectuur op de jongeren (1934)
- Het kralensnoer (1935), een boekje dat de voorbereiding voor het doen maken van opstellen, gemakkelijker en minder tijdroovend maakt[22]
- Driftig en eigenzinnig (1963)
- Toekomstmuziek: beschouwingen over democratie in opvoeding en onderwijs (1947)
- Fijn en grof: de geschiedenis van een meisje en een jongen op Texel (1950), met illustraties door Sjoerd Kuperus
- Het nieuwe boek voor de jeugd (1950), als een van de samenstellers
- Wormcruyt met suycker: historisch-critisch overzicht van de Nederlandse kinderliteratuur met illustraties en portretten (1950)
- De historie van de Vier Heemskinderen: op een nieuw overzien en van veel quaed gezuyvert en tot vermaek der jongheyd toegelaeten (1950), met Maria Hillegonda Kooyman, alias Rie Kooyman
- De ridders van de tafelronde (1951), met illustraties door Frans Lammers
- De toverfluit: een uitgelezen verzameling verhalen uit verschillende Van Goor's jeugdboeken (1953) met Leonard Roggeveen en Berhardina Midderigh-Bokhorst
- De pit. Correctieboekje bij De notenkraker: oefenboekje voor het zuiver schrijven en de ontleding (1953) samen met B. Schuil
- De jeugd aan het woord (1955)
- Middelbare meisjesscholen als symptomen van onderwijsvernieuwing (1957)
- Het onderwijs in de trekschuit (1959), met Hans Daalder
- Mythen en sagen uit het oude Europa (1959)
- Sagen en legenden (1962)
- Schimmenspel (1940). Fotografische herdruk met illustraties, 1974[5]
- Gestichtspaedagogische hoofdstukken (onbekende datum), met D.Q.R. Mulock Houwer[23]

### Onder pseudoniem Jef Vermeer
- De kudde van Jef Vermeer  Ploegsma (1924)
- Langs glooiende velden Ploegsma (1926)

### Onder pseudoniem Frank van de[n] Eng
- Marie van den weerwolf (1922)
- Het geheim van Jan den Fiedelaar en De wraak van Toon van schele Pietje (1924)
- Godfried uit "'t Meeuwennest" (192?)

## Publicaties over Daalder
- D.L. Daalder, pedagoog, schrijver, pionier. In Marijke van Raephorst: Verkenningen op het gebied van de jeugdliteratuur, jaargang 6, 1976 , afl. 8-9, pag. 123-125.
- D.L. Daalder (1887-1963), Janneke van der Veer. In: Boekenpost Veendam: vol. 8 (2000), afl. 48 (juli-aug), pag. 36-37.
- Kanttekeningen bij Wormcruyt met Suycker, Francine Schregel-Onstein, In: Verkenn. geb. jeugdlit.: vol. 4 (1973-1974), afl. 8, pag. 125-126.
- De illustraties in D.L. Daalders Reynaertbewerkingen en zijn "Wormcruyt met suycker", Willy Feliers, In: Tiecelijn (St.-Niklaas): 14 (2001) 2 (2e kwartaal) 80-93.
- Daalders favorieten: kiezen vanuit een pedagogisch-esthetische benadering, Gerard de Vriend, In: Jeugdliteratuur tussen 1900-1945; [red.: Harry Bekkering ... et al.]. Speciaal nr. van: Lit. leeftijd vol. 18 (2004), afl. 64 (zomer), pag. 27-36.
- Anne de Vries: Wat heten goede kinderboeken?; opvattingen over kinderliteratuur in Nederland sinds 1880 , Amsterdam, Querido, 1989, in het bijzonder blz. 167-172
- Anne de Vries: Lexicon van de jeugdliteratuur, Groningen, 1986, blz 1-5
- Karel Aardse: Viermaal koning Arthur en zijn ridders. In: Literatuur, jaargang 3, 1986
- Nettie Heimeriks & Willem van Toorn (red.): De hele Bibelebontse berg. De geschiedenis van het kinderboek in Nederland en Vlaanderen, Amsterdam, 1989
- Toin Duijx en Joke Linders: De goede kameraad. Honderd jaar kinderboeken, Amsterdam, 1991